# Schirningbach
Der Schirningbach ist ein rechtsufriger Zufluss der Mur im österreichischen Bundesland Steiermark. Er bildet eine Talung in der Marktgemeinde Gratwein-Straßengel und mündet nach zwölf Kilometern bei Gratwein in die Mur.

## Name
Der Bach wird 1140 als Tsirnowe erstmals urkundlich erwähnt. Die slawische Ausgangsform des Namens lautete *Čьrnovlьje, was sich von slawisch *Čьrnъ ableitet.

## Verlauf

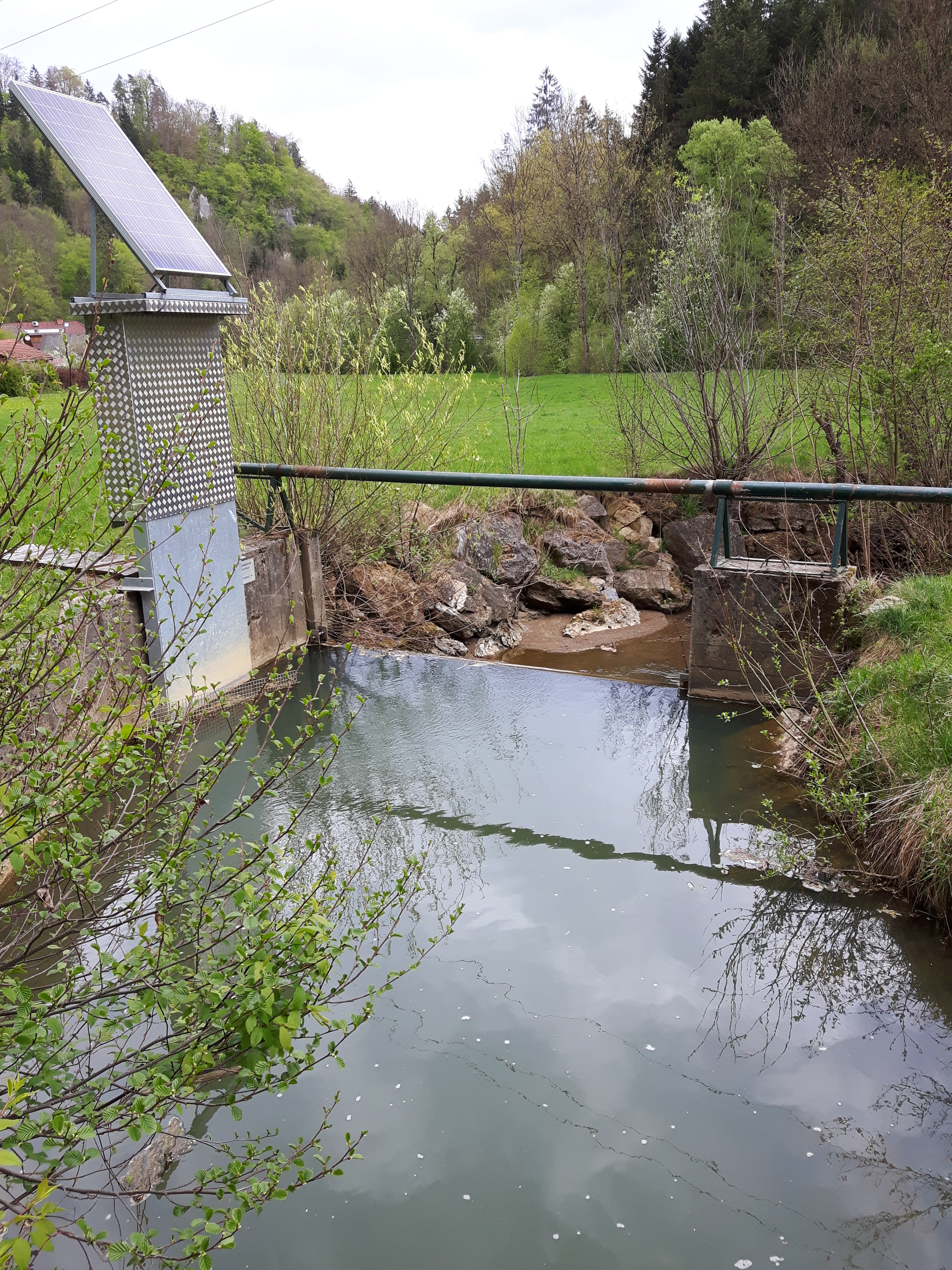
Kleinkraftwerk am Bach

Der Schirningbach entspringt zwischen den Ortsteilen Farrmegg und Oberweizberg in der weststeirischen Gemeinde Stiwoll. Er verläuft zunächst durch einen bewaldeten Graben südostwärts und nimmt an der Gemeindegrenze zu Gratwein-Straßengel linksseitig den Pleschbach auf. Danach fließt er entlang der L336 (Liebochtalstraße) und tritt bei Laufkilometer 3,5 unterhalb des Ortsteils Meierhof in ein breites Sohlental hinaus. Der Bach nimmt im agrarisch geprägten Ortsteil Schirning mehrere Zubringer vor allem von rechts auf und hat auf Höhe Mittlere Schirning einen rund 800 Meter langen Seitenarm.
Nach einigermaßen naturnahem Lauf speist der Schirningbach den Hubertusteich, ehe sich das Tal erneut verengt. Nach Einmündung des Kehrerbauergrabens durchbricht der Bach die Kalkscholle des Grazer Paläozoikums und formt beim Bad Weihermühle eine Engstelle zwischen dem Kalvarienberg im Norden und dem Kugelberg im Süden. Nach Aufnahme des Mühlbachs durchfließt er das Ortszentrum von Gratwein und mündet im Gewerbegebiet in die Mur.

## Naturschutz
In Folge eines EU-Vertragsverletzungsverfahrens gegen die Republik Österreich suchte man ab 2014 nach potenziellen Gebieten zur Umsetzung der Richtlinie 92/43/EWG (Fauna-Flora-Habitat-Richtlinie).
Zoologen untersuchten im Auftrag der Steiermärkischen Landesregierung Vorkommen der Libellenart Große Quelljungfer im alpinen biogeographischen Raum der Steiermark. Dabei wurden 40 Gewässerabschnitte, darunter der Schirningbach und mehrere seiner Zuflüsse, beobachtet. Der Quelljungfernbestand am rechtsufrigen Zubringer Eisbach wurde als „hervorragend“ eingestuft und diente als Grundlage für die Ausweisung eines Europaschutzgebiets. Das 29,3 Hektar große Schutzgebiet wurde im November 2018 beschlossen und umfasst eine sechs Kilometer lange Fließstrecke des Schirningbaches samt Begleitvegetation inklusive aller Zubringer in diesem Abschnitt sowie einen Teil des Enzenbaches im Freilichtmuseum Stübing.
Im Mai 2011 kam es im durch den Schirningbach gespeisten Hubertusteich zu einem massenhaften Fischsterben. Laut einem Gutachten führte Überbesatz zur Bildung von für den Menschen ungefährlichen Kiemenwürmern und Trichodina. Der Schaden wurde auf bis zu 2000 kg Spiegel- und Schuppenkarpfen geschätzt.